# De Sliert op zoek
De Sliert op zoek is het derde stripalbum uit de reeks De Sliert. Het verscheen in 1984 als derde album in een herziene versie van de reeks. In de eerste versie van de reeks uit de jaren zestig bestond dit album niet. Het bevat twee verhalen: het titelverhaal en De Sliert neemt mensen aan!.

## De Sliert op zoek
Dit verhaal verscheen voor het eerst in 1968-1969 in Spirou (nummers 1599-1612). Het is getekend door Jean Roba en Jidéhem (decors) op een scenario van Maurice Tillieux. Het verhaal wordt vervolgd in De Sliert in de tegenaanval, dat gepubliceerd is in het gelijknamige album. Dit verhaal verscheen pas zes jaar later, waardoor Dupuis zich genoodzaakt zag om De Sliert op zoek in 1975 (nummers 1958-1964) opnieuw te laten verschijnen in Spirou alvorens het nieuwe verhaal te starten.

### Verhaal
Een man bespioneert De Sliert. Hij lijkt iets te willen dat zich onder de bus van De Sliert bevindt en gaat 's nachts hun veldje op. Hij wordt er echter verrast door de vallen van Archibald en druipt zonder succes af.
Archibald wil een cadeautje kopen voor James. Hij gaat langs bij een uitdrager, toevallig de man die 's nachts op het veldje was. Hij herkent Archibald en gijzelt hem. Wanneer de verdwijning opvalt, gaan James en de leden van De Sliert vergeefs naar hem op zoek. Archibald stuurt de uitdrager intussen met een valse plattegrond van het veld weg om zo tijd te winnen. De uitdrager probeert opnieuw binnen te dringen, maar belandt in een val: een raket vuurt hem over de omheining in een aanliggend huis. Hij krijgt het met de bewoner aan de stok. De volgende ochtend zien Archibalds vrienden wat er 's nachts is gebeurd en ze vragen de bewoner of hij iets heeft gezien. Zijn nauwkeurige beschrijving maakt duidelijk dat het om de uitdrager ging.
Intussen heeft Archibald in zijn cel aan een raketje gewerkt met daaraan een boodschap. Meneer Grijpgraag krijgt de boodschap. Hij is benieuwd naar het vuile zaakje en gaat bij de uitdrager afluisteren. Die krijgt net af te rekenen met De Sliert en James. Hij wordt verslagen en biecht op dat zijn reden om binnen te dringen in een boek staan: er staat iets in over miljoenen die verborgen liggen bij de bus. Hij legt het boek op een tafel, waar het ongemerkt gewisseld wordt met een ander boek door Grijpgraag. Nietsvermoedend neemt James het verkeerde boek mee.

## De Sliert neemt mensen aan!
Dit verhaal verscheen voor het eerst in 1964 in Spirou (nummers 1377-1384). Het is getekend door Jean Roba op een scenario van Yvan Delporte.

### Verhaal
De Kaaimannen proberen het terrein van De Sliert te vernielen, maar Archibalds vallen beletten hen dat. Ze besluiten dan maar om lid te worden van De Sliert. De Sliert wil hen wel opnemen, op voorwaarde dat ze slagen voor een aantal proeven, wat niet zo simpel blijkt te zijn. Ze worden uiteindelijk opgenomen en krijgen de plattegrond met daarop Archibalds vallen, net waar het hen om te doen was. Met de plattegrond proberen ze de bus op het terrein - het clublokaal van De Sliert - te bereiken om hem vervolgens als schroot te verkopen. James had echter onraad geroken en voorzag de bus ook met vallen. De Kaaimannen worden ontmaskerd en moeten als straf kleren herstellen.